# 中国发展高层论坛
中国发展高层论坛 (英語：China Development Forum)是一个中国国家级大型国际论坛。

## 历史
创建于2000年，由中华人民共和国国务院的直属事业单位国务院发展研究中心主办，中国发展研究基金会承办，定于每年三月末在钓鱼台国宾馆举行。是一个中国政府和跨国公司高层，国际组织领导和知名学者对话的平台，旨在加强中国和世界的沟通交流。
2019年3月23日至25日举办第二十届论坛，中华人民共和国国务院副总理韩正出席开幕式并致辞。2024年3月24日，国务院总理李强在北京出席中国发展高层论坛2024年年会开幕式。